# Fórnols
Fórnols, również: Fórnols de Cadí – miejscowość w Hiszpanii, w Katalonii, w prowincji Lleida, w comarce Alt Urgell, w gminie La Vansa i Fórnols.
Według danych INE w 2020 roku liczyła 19 mieszkańców – 9 mężczyzn i 10 kobiet. 